# GeoPackage
GeoPackage (GPKG) ist ein offener, nicht proprietärer, plattformunabhängiger, auf bereits existierenden Standards aufbauender Standard, um Geodaten (Vektor- und Rasterdaten) in einer Datei zu speichern. Der Standard definiert die Art und Weise, in der Geodaten in einer SQLite-Datenbank abgelegt werden.

## Format
Ein GeoPackage enthält Daten- und Metadatentabellen in einer SQLite-Datenbankdatei. Die Spezifikation definiert, welche Daten in welche Tabellen gehören, sowie deren Integritätsvorgaben, Format- und Inhaltsbeschränkungen.
Der Standard ist an das von SpatiaLite genutzte Layout angelehnt. Er beschreibt dabei eine Reihe von Regeln, die das Speichern von Vektorfeatures, Tile Matrix Sets einer rasterbasierten Karte in unterschiedlichen Maßstäben, Schemata und Metadaten beschreiben. Das Format kann leicht durch benutzerdefinierte Erweiterungen erweitert werden.
GeoPackage wurde entwickelt, um in einer Datei alles Notwendige so platzsparend wie möglich zu speichern, wobei immer ein einfacher Zugriff auf die Daten möglich sein soll. Dies macht das Format auch für mobile Anwendungen im Offline-Modus und zum einfachen Austausch auf beliebigen Datenträgern geeignet. Die zugrundeliegende Datenbank kann normale und Geodaten-Indizes für einen schnellen Zugriff auf die Daten speichern.

## Eigenschaften
- SQLite-Datenbanken können in einer Datei gespeichert werden. Daraus folgt, dass die Vektor- oder Rasterdaten sowie deren Attribute inkl. aller Metadaten in einer Datei enthalten sind.
- Es können mehrere Featureklassen in einer GeoPackage-Datei gespeichert werden.

## Einschränkungen
- GeoPackage unterstützt nur ein Geometrieattribut je Featureklasse (Tabelle).
- Es ist nicht für die parallele Bearbeitung durch mehrere Benutzer geeignet
- Die Bearbeitung von GeoPackages auf Netzlaufwerken ist problematisch[2][3]

## Software, die das Format unterstützt
- GeoServer
- GeoTools
- GDAL[4]
- hale studio
- libgpkg
- SpatiaLite
- QGIS
- ArcGIS[5]